# Listă de termeni din fizică

## A
- Accelerator de particule
- Accelerator liniar
- Accelerație
- Accelerație gravitațională
- Acțiune mecanică
- Amper
- Ampère, André-Marie
- Amplitudine
- An
- An sideral
- Analiză dimensională
- Antimaterie
- Antiparticulă
- Antiproton
- Apă grea
- Aplicații cu panou fotovoltaic
- Atom

## B
- Barometru
- Becquerel
- Betatron
- BGRR
- Boson
- Boson W
- Boson Z

## C
- Cameră cu bule
- Cameră cu ceață
- CAN
- CANDU
- Captor
- Carnot, Nicolas Léonard
- Cation
- Cauză
- Căldură
- Câmp (fizică)
  - Câmp de forțe
  - Câmp de presiuni
  - Câmp de temperaturi
  - Câmp de viteze
  - Câmp electric
  - Câmp electromagnetic
  - Câmp magnetic
  - Câmp vectorial
- Ceas
- Celulă solară
- Cerenkov, Pavel Alexeevici
- Ciclul Carnot
- Circuit integrat
- Condensator electric
- Condensator (termodinamică)
- Conductivitate electrică
- Conductivitate termică
- Constanta Planck
- Constantă fizică
- Coulomb (unitate)
- Criptare cuantică
- Cronograf (ceas)
- Cronograf (instrument)
- Cronometru
- Curent electric

## D
- Densitate
- Dezintegrare alfa
- Difracția electronilor
- Dinamometrie
- Diodă
- Diodă cu contact punctiform
- Diodă Schottky
- Diodă semiconductoare
- Diodă tunel
- Distilare
- Dualismul corpuscul-undă

## E
- Echivalență masă-energie
- Ecuația de continuitate
- Ecuația lui Schrödinger
- Ecuațiile lui Maxwell
- Efectul Casimir
- Efectul Cerenkov
- Efectul Coandă
- Efectul Compton
- Efectul fotoelectric
- Efectul Josephson
- Efectul tunel
- Electricitate
- Electromagnet
- Electromagnetism
- Electron
- Electronvolt
- Electrostatică
- Emițător
- Energie
  - Energie alternativă
  - Energie cinetică
  - Energie electrică
  - Energie eoliană
  - Energie hidraulică
  - Energie internă
  - Energie luminoasă
  - Energie mecanică
  - Energie nucleară
  - Energie solară
  - Energie sonoră
- Entalpie
- Inseparabilitate cuantică
- Entropia termodinamică (după Carathéodory)
- Entropia termodinamică (exemple simple)
- Entropie
- Ernest Rutherford
- Erwin Schrödinger
- Eter luminifer
- Experiment
- Experimentul Franck-Hertz
- Experimentul Michelson-Morley

## F
- Fenomen fizic
- Fermion
- Fierbere
- Fisiune nucleară
- Fizica materiei condensate
- Fizica particulelor
- Fizica stării solide
- Fizică atomică
- Fizică clasică
- Formă conservativă
- Forță
- Foton
- Frank, Ilia
- Fulger
- Funcție de undă
- Fuziune nucleară

## G
- Gaz perfect
- Gluon
- Gravitație
- Graviton
- Greutate
- Greutate specifică

## H
- Higrometru
- Histerezis

## I
- Impuls
- Inductanță
- Inerție (fizică)
- Intensitatea curentului electric
- Intensitate luminoasă
- Ion
- IUPAP
- Izotop

## Î
- Întrepătrundere de stări cuantice

## J
- Joncțiune p-n

## K
- Kilogram
- Kilogram pe metru cub
- Kirchhoff, Gustav Robert

## L
- Laborator
- Large Hadron Collider (accelerator de particule)
- Laser
- Legea atracției universale
- Legea lui Avogadro
- Legea lui Coulomb
- Legile lui Newton
- Lema lui Carathéodory (Termodinamică)
- Linie de înaltă tensiune în curent continuu
- Linie spectrală
- Lucru mecanic
- Lumină
- Luminozitate
- Lungime
- Lungime de undă

## M
- Mach
- Magnet
- Magnetism
- Magnetohidrodinamică
- Masă
- Materie
- Mărime fizică
- Mărimi fizice
- Mecanică cuantică
- Mediu continuu
- Metru
- Michael Faraday
- Microfon
- Mișcare browniană
- Modele atomice:
  - Modelul atomic Bohr
  - Modelul atomic Rutherford
  - Modelul atomic Thomson
- Motor cu reacție
- Motor diesel
- Motorul Stirling

## N
- Nanocristal
- Nanotehnologie
- Neutrino
- Newton
- Nucleu atomic
- Număr atomic

## O
- Oscilație
- Osciloscop

## P
- Particulă alfa
- Particulă elementară
- Pascal (unitate)
- Pendul fizic
- Pendul Foucault
- Pendul gravitațional
- Perpetuum mobile
- Piezoelectricitate
- Pilă de combustie
- Piroelectricitate
- Pirometru
- Plasmă
- Portanță
- Potențial electric
- Premiul Nobel pentru Fizică
- Presiune
- Primul principiu al termodinamicii
- Principiul al doilea al termodinamicii
- Principiul de excluziune
- Principiul incertitudinii
- Probleme nerezolvate în fizică
- Proton
- Punct de fierbere
- Punct de topire
- Putere

## Q
- Quark

## R
- Radiație
- Radioactivitate
- Radiocomunicație
- Randament (fizică)
- Raport tracțiune-greutate
- Raspunsul în frecvență
- Reactor nuclear
- Reflexie optică
- Rezistență electrică
- Röntgen

## S
- Sarcină electrică
- Schottky, Walter
- Secundă
- Sens orar
- Singularitate gravitațională
- Sistem de referință
- Sistem fizic
- Sistem termodinamic
- Sistemul CGS de unități
- Sistemul Internațional de Unități
- SL-1
- Sonar
- Spațiu
- Spațiu-timp
- Spectre de emisie
- Spin
- Sunet
- Supraconductibilitate

## T
- Tahion
- Tamm, Igor
- Teleportare
- Temperatură
- Tensiune electrică
- Teoria coardelor
- Teoria M
- Teoria relativității generalizate
- Teoria relativității restrânse
- Teorie
- Termometru
- Termometru din sticlă cu mercur
- Timp
- Timp civil
- Timpul atomic internațional
- Topire
- Transformarea lui Legendre
- Transformare termodinamică
- Turbiditate
- Turbină cu gaze

## U
- Umiditate
- Undă staționară
- Unitate de măsură
- Unități care nu fac parte din SI

## V
- Vapori
- Vector (fizică)
- Vid
- Viscozitate
- Viteza luminii în vid
- Viteza sunetului
- Viteză
- Volt
- Volum

## Z
- Zero absolut